# Casearia obovalis
Casearia obovalis är en videväxtart som beskrevs av Poeppig och August Heinrich Rudolf Grisebach. Casearia obovalis ingår i släktet Casearia och familjen videväxter. Inga underarter finns listade i Catalogue of Life.